# Орден Червоної Зірки
О́рден Черво́ної Зі́рки — один з перших радянських військових орденів. Впроваджений указом ВЦВК від 6 квітня 1930 року, одночасно (одним указом) з орденом Леніна.
За статутом орденом Червоної Зірки нагороджувались військовослужбовці, співробітники органів державної безпеки та інші громадяни СРСР, а також військові частини, з'єднання та об'єднання; окрім того, особи, що не були громадянами СРСР, які особливо відзначились в боях проти ворогів Радянської влади.
Першим кавалером ордену Червоної Зірки став командувач Окремою Червонопрапорною Далекосхідною Армією командарм 1-го рангу (на момент нагородження) В. К. Блюхер (раніше — перший кавалер ордену Червоного Прапора) за ліквідацію в 1929 р. збройного конфлікту на КСЗ.

## Опис нагороди
Орден Червоної Зірки виготовлявся з срібла та являв собою випуклу п'ятипроменеву зірку, вкриту рубиново-червоною емаллю. Відстань між кінцями двох протилежних променів зірки — 47,6 мм. В центрі зірки — зачернений щит з рельєфною фігурою червоноармійця в шинелі, будьонівці та з гвинтівкою напереваги. По контуру щиту надпис: «Пролетарии всех стран, соединяйтесь!» Під фігурою червоноармійця надпис «СССР». Між основами двох нижніх променів зірки — металеве зображення серпу та молоту. Стрічка ордену шовкова муарова, кольору бордо з сірою смугою посередині. На зворотному боці ордену — порядковий номер та гвинтовий штифт з гайкою для прикріплення до одягу.
Спочатку орден носився на лівому боці грудей. З 1943 року, коли ордени, що кріпляться на штифтах, перемістили на правий бік грудей, це стосувалося і ордену Червоної Зірки. На польовій та повсякденній формі замість знаку ордену носиться стрічка. Зовнішній вигляд ордену протягом його існування не змінювався.
Автори проекту нагороди — художник Купріянов В. К. та скульптор Голенецький В. В.

## Історія нагороди
Це один з перших радянських орденів та другий (після ордену Червоного Прапора) з бойових за часом затвердження.
Після В. К. Блюхера ці ордени отримали всі учасники польоту радянських літаків-розвідників над територіями держав Близького та Середнього Сходу, в тому числі журналіст Михайло Кольцов. До початку німецько-радянської війни число нагороджень досягло 21500 (за війну в Іспанії, в Китаї (льотчики, військові радники), з Японією та Фінляндією, в тому числі 17 частин та організацій — кавалерів ордену). Зокрема, кавалером ордену Червоної Зірки став льотчик, що першим в радянській авіації здійснив аварійну посадку винищувача на фюзеляж (під час боїв в Іспанії), а також викладачі Кремлівських Кулеметних курсів, які розробили бойове самбо. Найбільша кількість нагороджень в цей період (1 935) пов'язана з боями біля озера Хасан в 1938 році.

## Загальна кількість нагороджених
В роки Німецько-радянської війни орден Червоної Зірки став однією з найбільш розповсюджених нагород: більш ніж 2 мільйони осіб отримали 2 860 000 орденів.
Разом з орденом Вітчизняної Війни І та ІІ ступенів орден Червоної Зірки входив до так званого «малого офіцерського набору» — комплекту нагород, доступного молодшим офіцерам (командирам взводів та рот).
Орденом нагороджено 1740 військових частин та організацій Червоної Армії та тилу, в тому числі 14 чехословацьких та польських частин.
З моменту затвердження ордену і до закінчення Другої Світової війни було нагороджено 2 881 500 осіб. З 1945 по 1991 р. було видано близько 900 000 орденів (при цьому більшість — за вислугу років).